# Талдыбулак (Енбекшиказахский район)
Талдыбулак (каз. Талдыбұлақ) — село в Енбекшиказахском районе Алматинской области Казахстана. Входит в состав Каракемерского сельского округа. Код КАТО — 194055300.

## Население
В 1999 году население села составляло 1005 человек (515 мужчин и 490 женщин). По данным переписи 2009 года, в селе проживало 1180 человек (591 мужчина и 589 женщин).